# Mar Balear
La mar Balear és una àrea de la mar Mediterrània Occidental situada al voltant de les illes Balears.
La mar Balear, anomenada també mar Catalano-balear és la part de la Mediterrània que banya bona part de les costes del País Valencià i Catalunya i encercla les Illes Balears. Cal dir que, com la majoria de mars compreses en àrees oceàniques o marines més extenses, no té, exceptuant les línies de costa, uns límits clars que la separin de les masses d’aigua adjacents. La mar Balear és una mar litoral situada davant la costa oriental de la península Ibèrica i l'arxipèlag balear. És un dels mars occidentals de la mar Mediterrania.
El mar Balear s'estén des del cap de Sant Antoni, fins al cap de Sant Sebastià, i des de l'illa de Formentera, passant per l'Illa de Cabrera fins a l'extrem nord-est de l'illa de Menorca. Inclou la costa dels Tarongers (València i Castelló), al golf de València, la costa Daurada (Tarragona) i part de la Costa Brava (Girona).

## Límits geogràfics
El mar Balear, situat a la Conca Mediterrània Occidental, està definit per l'Organització Hidrogràfica Internacional com una subdivisió del mar Mediterrani i està comprès entre les illes Balears i la costa peninsular ibérica: traducció/transcripció literals: "c) Balears (mar Ibèric). Entre les Illes Balears i la costa d'Espanya, delimitada: Al sud-oest. Una línia des del cap de Sant Antoni, Espanya (38'50' N, 0'12' E) fins a cap Berberia, a l'extrem sud-oest de Formentera (Illes Balears) D'aquí una línia des de Punta Rotja, al seu extrem oriental, a l'extrem sud de l'illa de Cabrera (39'07' N, 2'54' E) i a la l'illa de l'Aire, a l'extrem sud de Menorca al nord-est. De la costa est de Menorca fins al cap Favaritx (40'00' N, 4'14' E) i des d'allà una línia fins al Cap Sant Sebastià (Espanya) (41'54' N, 3'10' E)." (IHO, 1953).

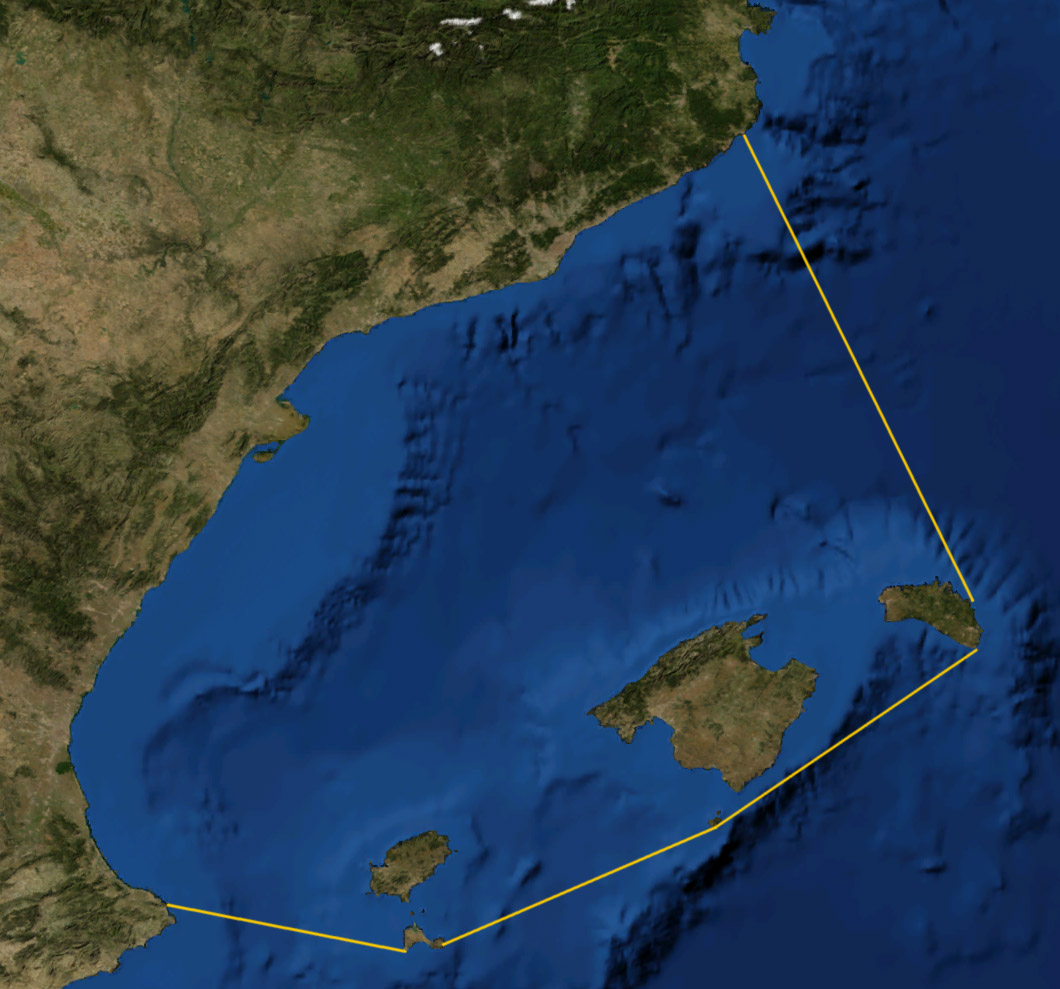
Delimitació de la mar Balear proposada per l'IHO (1953) Imatge de satèl·lit

Des del punt de vista geològic es pot definir com el mar que envolta el Promontori Balear, l'elevació estructural en què es localitzen les quatre illes majors: Eivissa, Formentera, Mallorca i Menorca.
| Litoral català i valencià | Cap de Sant Sebastià   | Conca Provençal-Balear |
| Golf de València          |                        | Conca Provençal-Balear |
| Cap de Sant Antoni        | Conca Algeriana-Balear | Conca Algeriana-Balear |

## Denominació
Els grecs anomenaren aquesta part de la mar Mediterrània Occidental com a mar Sarda. Foren els romans que la batejaren com a mar Balearicum, nom que s'ha mantingur fins avui dia. Tanmateix, hi ha certa confusió amb l'àrea que inclou la mar Balear, ja que no presenta uns límits definits per elements fisiogràfics clars, i els seus límits són, fins a cert punt, arbitraris.
El mar Balear ha anat canviant successives vegades de nom al llarg de la Història, especialment a l'època grecoromana. A la geografia d'aquests pobles, són les circumstàncies històriques i geogràfiques de cada moment, a més dels moviments colonials, les que modelen el nom i l'extensió dels mars.
Al segle vi aC era considerat com una part del mar de Sardenya o mar Sard (Aviè, Ora Maritima, 150). Cobria inicialment la zona nord de la Mediterrània Occidental, i abastava també les costes de Còrsega, Sardenya i Provença. Aquest apel·latiu posteriorment es va estendre aplicant-lo també a les costes del sud-est de la península Ibèrica, tal com ho descriu Èfor cap al 350 aC. L'historiador grec Polibi, al segle ii aC, segueix anomenant mar Sard el sector occidental del Mediterrani fins a tocar Sardenya com a límit, i Tirreno el sector oriental. De la mateixa manera els anomena Estrabó, el geògraf grec al servei de l'Imperi Romà (segles I aC – I dC).

Mapa del s.XVIII de la costa marítima del País Valencià, Catalunya i les Illes on s'observa la mateixa àrea geogràfica de la mar Balear. Autor:Samuel-Cartographer Thornton (1702-1707)

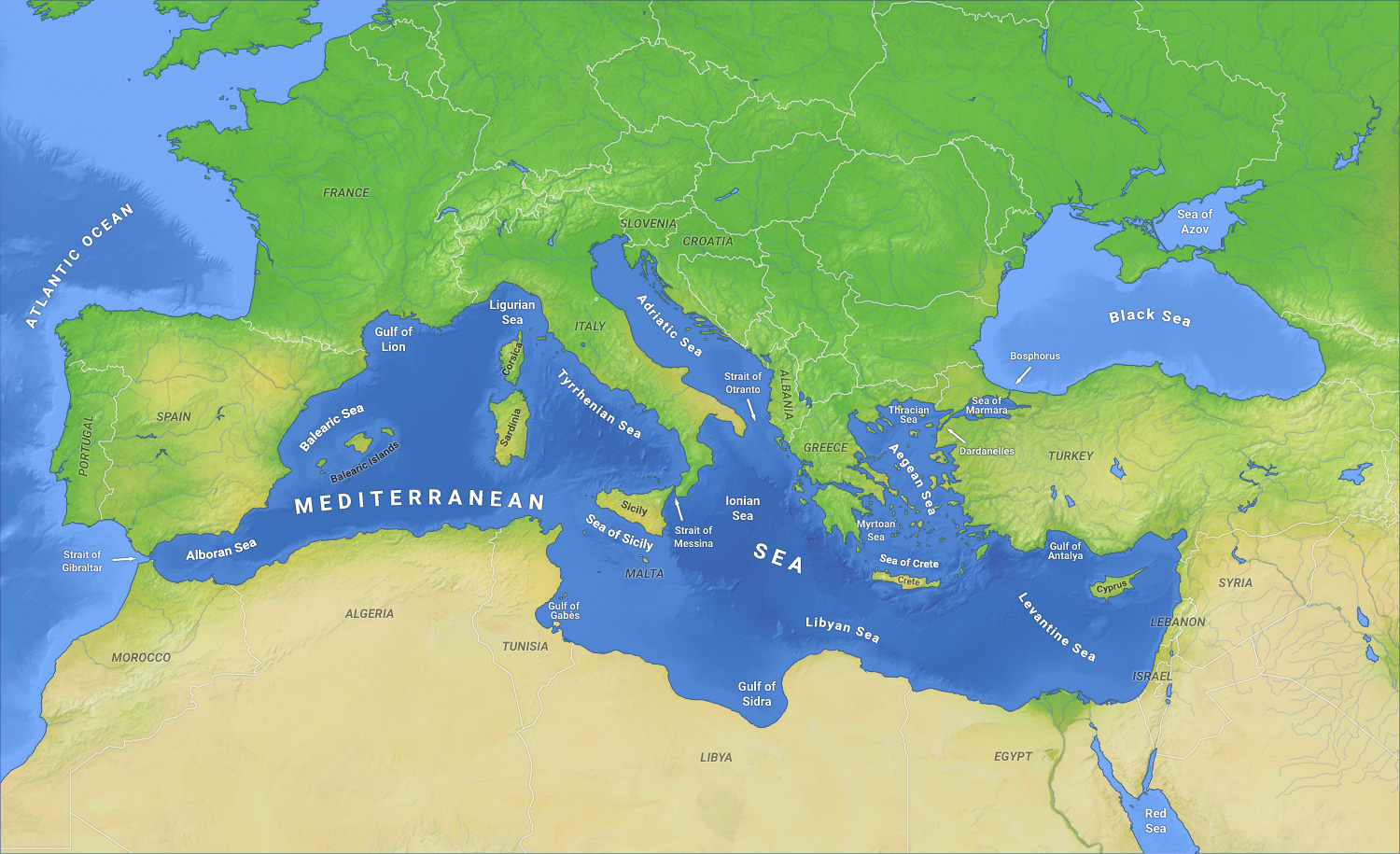
Mapa mostrant el mar Mediterrani i subdivisió geogràfica on apareixen els noms dels mars zonals de menor extensió com el mar Balear (Balearic Sea) i la seva ubicació generalment acceptada.

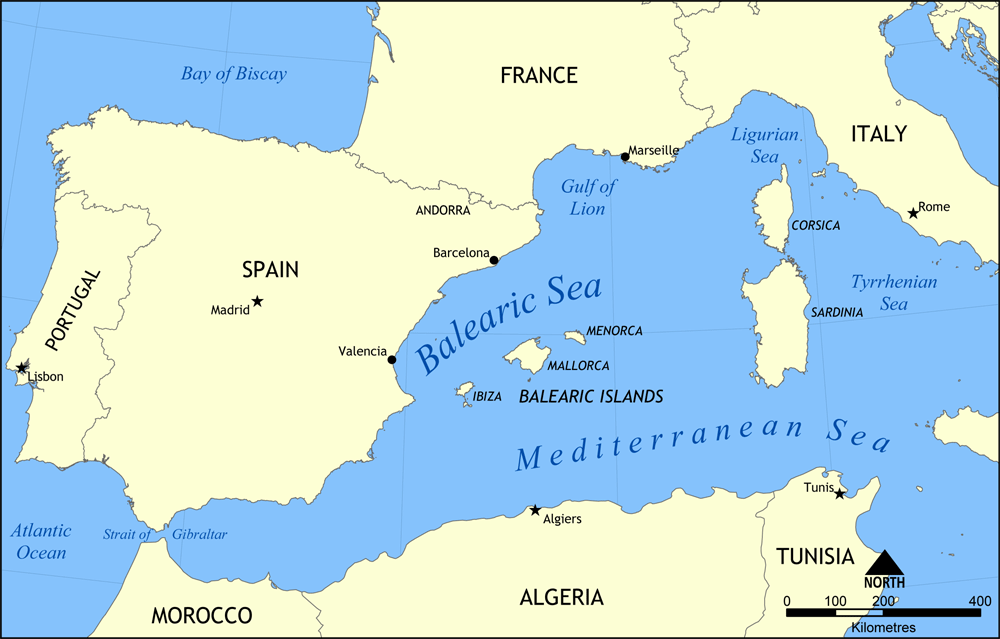
Mapa mostrant la ubicació del Mar Balear al mar Mediterrani,(en anglès Balearic Sea).

Després va rebre el nom de mare Ibericum o Hispanicum, apel·latiu referit al mar que banya les costes meridionals i orientals de la península Ibèrica. Aquest nom apareix per primera vegada per Agripa (45-12 aC) (frg. 4 i 6 Klotz), i posteriorment per Plini (23/24-79 dC) (Història Natural 4.110). Però és el mateix Plini, també en la Història Natural (3.74), que l'anomena per primer cop mare Balearicum. Ptolemeu (segle ii) i Marcià (s. IV dC) van emprar el mateix nom.
Encara que el nom de mar Balear sigui inclòs en la llista de mars i oceans de l'Organització Hidrogràfica Internacional (IHO) i que apareix a nombrosos atles i publicacions, l'ús d'aquest nom no és massa comú i aquesta extensa àrea marítima és denominada de forma general mar Mediterrània.

## Geologia
En l’àmbit de la geologia marina són també d’ús comú els noms:
- conca o depressió de València, part de la mar Catalano-balear compresa entre les illes Balears i la Península.
- conca o mar Mediterrània nord-occidental, part de la Mediterrània occidental situada al nord d’una hipotètica línia que va de Menorca a l'estret de Bonifacio.
- conca o mar Algero-provençal, zona de la Mediterrània occidental situada entre les costes d'Algèria i la Provença francesa[8]

Tots aquests termes expressen conceptes geogràfics que se solapen amb una o altra part del que anomenem mar Catalano-balear sense, però, que cap l'englobi de manera total.
Al golf del Lleó, a la badia de Roses, a la Planassa, des del sud de Tarragona fins a l'extrem meridional de l’oval valencià i entre Mallorca i Menorca, la plataforma continental és ampla i poc turmentada. A la resta de sectors és una plataforma estreta, tallada per nombrosos canyons submarins que poden penetrar fins molt a prop de la línia de costa. El talús continental és generalment del tipus constructiu o progradant i de l’intermedi, excepte al nord, l'est i el sud de les illes Balears i en un petit sector al davant de les costes de Girona, on és del tipus geològic abrupte, amb aflorament de roques antigues. Mancada d’una veritable plana abissal, la mar Catalano-balear ateny les màximes fondàries (més de 2.700 m) en el desguàs de la canal submarina anomenada canal de València, i al sud i est de les Balears.
La plataforma continental de la mar Catalano-balear és particularment extensa al golf del Lleó (90 km d’amplada màxima) i a l’anomenada plataforma de l’Ebre i Castelló (68 km d’amplada màxima); davant de la badia de Roses (40 km), entre els canyons de Blanes i la Fonera, a l’anomenada Planassa (27 km), i entre Mallorca i Menorca (36 km) també ateny amplàries considerables.
Segons les investigacions del vaixell nord-americà Glomar Challenger, especialitzat en sondatges en aigües molt profundes, tota la plana abissal de la mar Balear deu estar coberta per una espessa capa de sal gemma de centenars de metres de gruix, que passa lateralment a ser guix en penetrar per la fossa de València. Aquesta capa de sal és protegida per sediments de fangs marins, pliocens i quaternaris. Aquest fet excepcional, no observat en altres mars, ha donat lloc a diverses teories sobre la història geològica i del règim climàtic i hidrològic de la Mediterrània.[…] Quan el nivell de la mar no era estabilitzat, durant el Plistocè, degué sofrir almenys quatre descensos importants, coincidents amb les èpoques glacials, que descobriren part de la plataforma costanera, mentre les transgresssions marines dels períodes interglacials (la darrera va ser la flandriana, ja en temps històrics) deixarien com a testimoni platges aixecades que es poden veure a diferents indrets de la costa, com la badia de Sant Antoni i es Pou des Lleó, a Eivissa, per exemple.

### El Promontori Balear
El Promontori Balear correspon a la prolongació cap al nord-est de la Serralada Bètica, que s'uneix al marge oriental de la Península Ibèrica. El promontori s'ha vist afectat per la superposició dels episodis de rifting durant el Terciari inferior (Fontboté et al., 1990), i els materials mesozoics-cenozoics que hi afloren correlacionen amb els de les Zones Externes Bètiques (Azañón et al., 2002). L'evolució tectònica del Promontori Balear és complexa com es constata per la presència d'estructures extensionals i compressionals sobreimposades (Sàbat et al., 1995) (Fig. 1). El promontori és una elevació estructural important, presentant un relleu que varia entre els 1.000 i 2.000 m d'alçada respecte de les conques marginals que l'envolten. Presenta una longitud de 348 km i una amplada de 105 km, separant les planes abissals Liguro-Provençal i Algero-Balear al nord i al sud, respectivament.

### El camp volcànic de l'Emile Baudot

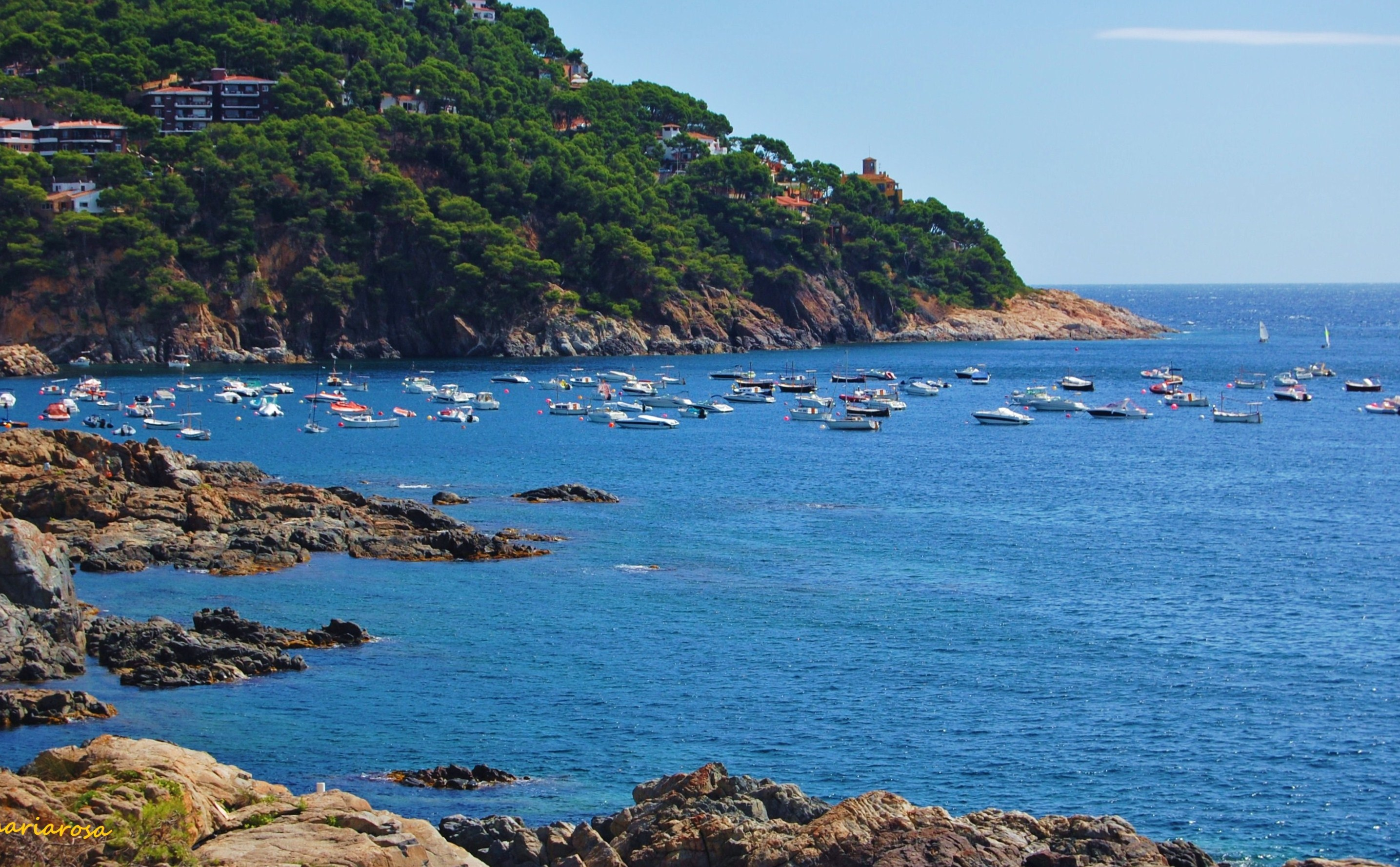
El cap de Sant Antoni des de la platja de Llafranc, Palafrugell (Baix Empordà)

Gràcies als estudis morfològics de la muntanya submarina Emile Baudot, s'han descobert 118 pitons volcànics al voltant del mateix, que constitueixen el Camp Volcànic Sud Balear. Aquests pitons i intrusions volcàniques tenen forma cònica i relleus sobre el fons marí que van des de vuit fins a diversos centenars de metres, amb diàmetres que en la base poden ser superiors als mil metres. L'extensió afectada per aquestes intrusions supera els 500 km² en una àrea al sud-est de l'illa de Mallorca.[…] S'ha pogut constatar que els pitons volcànics sorgeixen des del subsòl marí, a centenars o milers de metres de profunditat, travessen els sediments més recents i afloren sobre el fons marì.

## Canyons, canals i corrents marins
La majoria dels canyons i canals submarins costaners acaben desembocant en el canal de València, que recorre la major part de l'eix longitudinal sud-oest/nord-est de la mar Catalana. En el seu tram final el canal de València rep el nom de canal de Ramon Llull.

### Canyons submarins
- Canyó o canal de València, entre la plataforma peninsular i la plataforma o promontori balear.
- Canyó d'Eivissa, entre la plataforma peninsular i l'illa d'Eivissa.

#### Costa de Catalunya
- Rec de la Fonera, també anomenat de Palamós, s'inicia al cap de Begur, entre el golf de Roses i la rasa de la Planassa.
- Canyó de Sant Feliu. Forma més aviat una fondada (Entrant de Sant Feliu) a l'est de la Planassa i a l'oest dels Monts de Sant Feliu (muntanya submarina).
- Rec de Blanes. Comença al nord de l'actual desembocadura de la Tordera, entre la Planassa i la rasa del Turó Pla. Té un recorregut sinuós fins al Canal de València, a prop del Mont de Muntaner (muntanya submarina) a uns 2.500 m de profunditat.[13]
- Rec d'Arenys, mar endins del Turó Pla, davant la costa del Maresme. Circula entre les rases de la Carrana i el Filant. Tambe és anomenat canal de Mataró.
- Rec del Besòs, davant la costa de Barcelona, entre el Filant i el petit Rec de Can Pellissó. Confueix juntament amb el Rec d'Arenys al Canal de València.
- Rec de Can Pallissó. Entre el Rec del Besòs i la rasa Serola. Té una longitud aproximada de 20 km. És un canyó de poca longitud comparat amb la resta.
- Rec del Morràs. Comença uns 15 km mar endins de la desembocadura del riu llobregat i té una longitud de gairebé 25 km. Circula entre les rases Serola i Abissinia
- Rec de la Berenguera. S'origina al sud de la desembocadura del riu Llobregat (delta del Llobregat) entre les rases Abissinia i de Can Pere Negre.
- Rec del Foix. És un canyó abrupte que comença davant les costes de Garraf al sud de la rasa de la Babaia i a l'est dels clots de Cubelles i Cunit. S'origina a la zona anomemada els Clots i del clot de Sant Salvador on hi ha el promontori submarí de la Sella.
- Rec de Valldepins. S'inicia uns 25 km mar endins entre el cap de Salou i el cap de Tortosa (delta de l'Ebre)[14]
- Canyó de Buda
- Canyó de la Ràpita, que juntament amb el de Buda desemboquen en el canal del Francolí

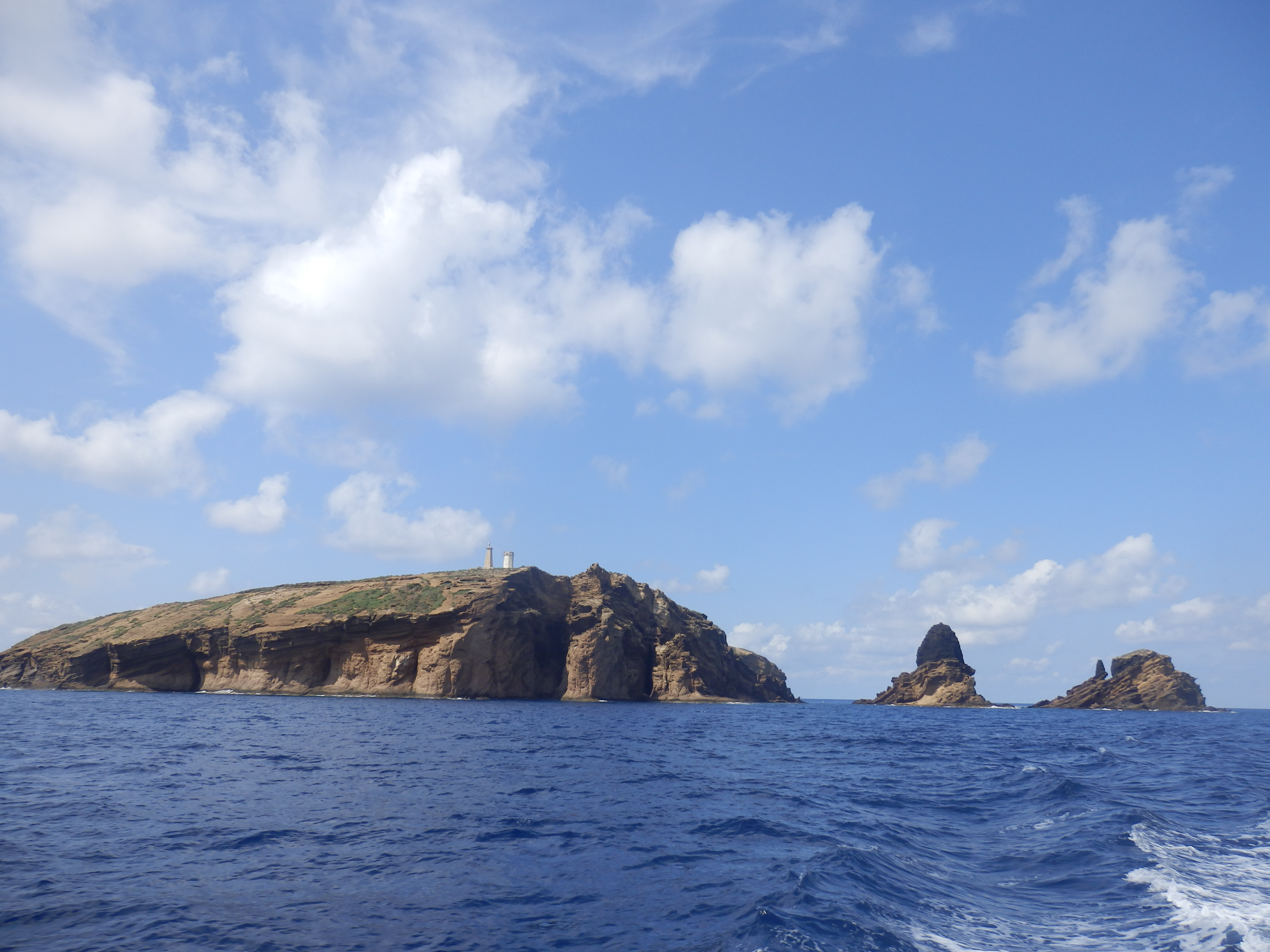
Illes Columbrets o Columbretes

#### Costa del País Valencià
- Canyó de Vinaròs
- Canyó de Benicarló
- Canyó de Peníscola
- Canyó de Marta
- Canyó d'Irta,
- Canyó de Torrenostra
- Canyó d'Orpesa
- Canyó de les Columbretes nord
- Canyó de les Columbretes sud

#### Costa de les Illes Balears
- Canyó de Menorca
- Canyó de Son Bou

### Canals marítims
Els canals balears són el canal d'Eivissa, el canal de Mallorca i canal de Menorca, tots dins del mar Balear. Els canals entre les illes són passos significatius per a l'intercanvi entre les aigües més fresques i salines de la conca nord i les aigües més càlides i dolces de la conca meridional algeriana) i del mar d'Alboran (Pinot et al.).
- Canal de Mallorca, entre les illes de Mallorca i Eivissa.
- Canal de Menorca, canal de 40 quilòmetres de llargària i quasi de 200 metres de profundita entre les illes de Menorca i Mallorcat[15]
- Canal d'Eivissa, entre l'illa d'Eivissa i el cap de la Nau.

#### Altres passos navegables
Es Freus és una zona navegable entre Eivissa i Formentera constituïda per diversos passos separats per illes més o menys petites entre les dues illes majors. El freu més important i l’únic que admet el pas dels vaixells grossos és el que s’obre entre l'illa des Penjats i l’illa de s’Espalmador o la immediata illa des Porcs.
Es Pas, és una altra zona navegable estreta i poc profunda que permet el pas entre s’Espalmador i Formentera, .

### Corrents marins
El corrent del nord transporta les aigües del nord des del golf de Lleó cap al sud pel vessant continental al mar Balear. Aquest corrent es bifurca on arriba a l'extrem nord del canal d'Eivissa. La branca principal avança cap al sud i travessa l'ampit portant aigua fresca i salada cap a la conca d'Algèria, mentre que la menor es retroflecta ciclònicament i torna cap al nord-est formant el corrent Balear que travessa el vessant continental de les illes. Aquest darrer corrent també és alimentat per aigües del sud més càlides i fresques de la conca d'Algèria, que flueixen cap al nord a través dels dos canals. Es va confirmar que aquest patró suau obtingut a partir de l'anàlisi climatològica es correspon amb luna circulació molt fluctuant.

### Corrents català i balear
El mar de Catalunya o mar català és la part del mar Balear situada entre la part nord-est de la península ibèrica i l'arxipèlag balear. Limita amb el golf de Lleó i el mar de Ligúria al nord i el mar Balear al sud. El mar de Catalunya és una subconca de 400 km de llargada que arriba a una profunditat màxima de 2.500 m. Té una circulació generalment ciclònica, amb una massa d'aigua central densa envoltada d'aigües continentals i de superfície atlàntica més lleugeres.
Entre les aigües central i perifèrica hi ha dos fronts o masses permanents, el Català i el Balear, que segueixen el trencament de la plataforma continental de la Península Ibèrica i de les Illes Balears, respectivament. La massa o front català és causat per diferències de salinitat entre aigües continentals i centrals, mentre que el front balear és causat per diferències de temperatura i salinitat entre aigües atlàntiques i centrals. El corrent català, associat al front català, és una prolongació del corrent líguroprovençal, també conegut com a corrent del nord. Ocupa els 300-400 m superiors de la columna d'aigua, fluint cap al sud-est seguint la isòbata 1.000. Davant del Golf de València, una part d'aquest corrent crea un gir ciclònic, incorpora aigües atlàntiques i continua fluint cap al nord-oest, seguint el trencament de la plataforma balear, que genera el Corrent Balear (Mil-lot 1987, Font et al. 1988, Salat 1995). El Corrent Català, amb velocitats mitjanes de 20-30 cm/s, té una marcada estacionalitat, té la intensitat màxima durant la tardor que decreix cap a un mínim durant l'estiu.
La plataforma continental més septentrional del mar de Catalunya és estreta (menys de 25 km d'amplada) i irregular per la presència de canyons o recs submarins, la majoria dels quals acaben en canals submarines (Canals et al. 1982). Canyons submarins i altres característiques topogràfiques, com l'expansió de la plataforma continental davant del delta de l'Ebre, provoquen desviacions del Corrent Català, creant remolins i intrusions (fils) d'aigua més densa i salada sobre de la plataforma continental (p. ex. Font et al. 1988, Masó et al. 1990, Granata et al. 2004) […] les aigües superficials amb influència continental es troben a prop de la costa peninsular, que contenen aigua dels rius Roine i Ebre, resultant una salinitat d'entre 35,5 i 37. Les aigües superficials amb influència atlàntica es troben a prop de les Illes Balears i la seva salinitat augmenta de 36,5 a 37-37,3 com a conseqüència de la progressiva evaporació quan entra al mar Mediterrani. Les aigües superficials residents (també conegudes com a "Aigües Mediterrànies" o "Aigües Atlàntiques modificades") es troben al centre de la conca i tenen el contingut de sal més alt (37,8-38) com a resultat de l'evaporació durant el temps passat dins la conca mediterrània.

## L'aigua del mar Balear
La temperatura de l’aigua de la superfície del mar Mediterrani varia segons l'estació de l’any. Se situa entre els 21 °C i els 30 °C a l'estiu i entre els 10 °C i els 15 °C a l’hivern. A partir de 100m a 200m de profunditat la temperatura es manté constant a ±13 °C. La salinitat del mar Mediterrani oscil·la al voltant dels 38,5 g/kg d’aigua a les zones profundes i una mica menys prop de la superfície. L’aigua de mar és lleugerament alcalina i el seu pH és de 8 (entre 7,5 i 8,4).

### Salinitat
Al mar Balear, les dades de salinitat superficial capturades per les boies mostren certa ciclicitat estacional molt influenciada per variacions locals. Els màxims mesurats (38,3 psu (Unitats Pràctiques de Salinitat o Escala Pràctica de Salinitat, de l’anglès Practical Salinity Units) l’any 2014) s’assoleixen a final d’estiu, mentre que els mínims (dada puntual de ~ 36,2 psu els anys 2013 i 2019) s’observen a final de tardor. La boia del canal d’Eivissa mostra una salinitat inferior que la de Palma, possiblement a causa d’una localització més propera a l'entrada d’aigua de l’oceà Atlàntic, més fresca que la mediterrània. Els canvis de salinitat estacionals són petits en comparació amb les variacions espacials o en profunditat i solen estar associats a la redistribució de les masses d’aigua. La salinitat de profunditat de les tres estaciones de mostreig CTD (sigles de l’anglès per Conductivitat, Temperatura i Profunditat), s’observa que els valors estacionals convergeixen en un valor constant de 38,48 psu a partir dels 1.000 m. Els models de predicció climàtica mostren un augment de salinitat d’entre 0,08-0,37 psu al llarg del segle XXI a fondàries intermèdies (300-700 m). El cicle estacional de la salinitat capturat per CTD mostra que les estacions del sud de Mallorca i Cabrera són les que assoleixen valors de salinitat mínims en superfície (< 37,5 psu) durant l'estiu. D’altra banda, els màxims de salinitat superficial de 38 psu s’assoleixen al nord de Menorca. A partir dels 1.000 m de fondària la salinitat és ~ 38,48 psu a totes les estaciones de mostreig de CTD.

### Temperatura de l'aigua
En les darreres quatre dècades s'ha detectat mitjançant dades satel·litàries un augment de la temperatura superficial de la Mediterrània occidental de 0,036 ± 0,006 °C/any. La temperatura superficial mitjana a l'estiu arriba els ~ 25 °C al voltant del mar Balear, sent les màximes > 27 °C.2 La variació estacional hivern-estiu de temperatura en superfície capturada per boies oceanogràfiques fixes sol ser d'aproximadament 10-15 °C. La temperatura en profunditat de les diferents estacions de CTD del mar Balear convergeix cap a un mateix valor a partir dels 100 m de profunditat. Per sota dels 200 m, els valors de temperatura són constants en profunditat al voltant dels 13 °C. A 100 m de profunditat, un seguiment oceanogràfic de vuit anys al Canal de Mallorca mostra un augment màxim de temperatura de 0,19 °C a l'any. Models climàtics de predicció de temperatura per al segle XXI mostren un augment tant a superfície (entre 1,2-3,6 °C) com en profunditat (fins a 3 °C entre els 150-600 m)

### Temperatura superficial de l'aire
La variabilitat estacional a la temperatura de l'aire entre finals d'estiu (setembre-octubre) i finals d'hivern (gener-febrer) pot assolir els 28 °C de diferència. La boia de Sa Dragonera recull temperatures més càlides que la de Maó, possiblement per la menor interacció amb els vents freds de component nord (tramuntana). La comparació de temperatura de l'aire i temperatura superficial del mar de la boia de Sa Dragonera mostra que, durant la major part de l'any, el mar és ~ 1 °C més càlid que la temperatura de l'aire del mateix punt (excepte a la primavera, quan es igual en temperatures); per tant, el mar es troba en condicions de cedir calor a l'aire durant la major part de l'any. Finalment, la temperatura de les estacions de terra es mostra menor (entre 1-3 °C) a la temperatura de l'aire de la boia, excepte en els mesos de maig a agost, quan s'igualen valors.

### Nivell del mar
La pujada del nivell del mar a la Mediterrània occidental s'ha accelerat en els darrers anys i ha augmentat 1,32 mm/any en els darrers 134 anys (amb un increment acumulat de 17,7 cm durant aquest període). En els darrers 39 anys l'augment ha estat de 3,00 mm/any i en els darrers 26 ha estat de 3,29 mm/any, coherent amb una acceleració del ritme de pujada en els darrers anys. Les projeccions per a dos escenaris d'emissions de CO2 mostren que el nivell del mar podria augmentar entre 57 i 75 cm a finals de segle. Això suposaria una reculada de les platges de les Balears entre 7 i 50 metres.

## Batimetria
La batimetria del mar Balear és lluny de presentar un caràcter uniforme, té un complexa evolució estructural i sedimentària que es reflecteix també al relleu submarí. Així, l'arxipèlag Balear es disposa en dos grans blocs estructurals: el de les Pitiüses (Eivissa i Formentera) i el de les illes majors (Mallorca i Menorca). El primer està limitat a l'oest pel canal d'Eivissa, d'uns 800 m de profunditat, i a l'est pel Canal de Mallorca, de 700 m de profunditat. Al sud del canal de Mallorca s'obre la depressió de Formentera, de 1.000 m de profunditat. El canal de Menorca només arriba als 100 m de profunditat. Al sud-est hi ha l'escarpament d'Émile Baudot, de 2.500 m d'alçada, que es perllonga cap al sud fins a l'escarpament de Mazarrón. Al sud de Menorca i a l'Est de Mallorca s'obre una profunda vall submarina coneguda com a canyó de Menorca.

## Biodiversitat

### Hàbitats protegits
La planta marina Posidonia oceanica és únicament característica de la Mediterrània. Forma praderies en zones de fins a 40 metres de profunditat. Té una àmplia varietat de beneficis ecològics (reté carboni, oxigena l’aigua, forma hàbitats amb molta biodiversitat, produeix arena i protegeix la costa). La planta marina Cymodocea nodosa és la segona fanerògama marina en importància de la Mediterrània, només per darrere de la Posidonia oceanica, tant per l'envergadura que té com per l'extensió que ocupen les seves praderies. La planta marina Zostera noltii és una de les cinc espècies de fanerògames marines que es distribueixen per la Mediterrània occidental. El coral·ligen és un hàbitat marí de substrat dur característic de la zona de plataforma continental, comú especialment entre els 50-100 m de profunditat. Es forma a partir d’estructures orgàniques dures produïdes per algues calcàries que cohabiten amb una àmplia fauna (esponges, anemones, gorgònies, briozous i ascídids). El maërl és un hàbitat sedimentari marí de fons circalitorals de plataforma continental (0-90 m). Està format per rodòlits, concrecions d’algues vermelles calcàries de vida lliure que roden per acció dels corrents oceànics o per processos de bioturbació. En el maërl coexisteixen moltes espècies sèssils i mòbils (mol·luscs, crustacis, amfípodes, anèl·lids, equinoderms i peixos), i conté espècies amb un alt valor comercial, com l'escórpora i la llagosta. El coralls de profunditat són un hàbitat de fons profunds (> 200 m) amb presència de coralls que estan protegits per normativa nacional i internacional. Alguns exemples d’espècies de coralls de profunditat són: coralls negres, plomes de mar, corall vermell i corall bambú.

### Espècies invasores
El nombre d’espècies invasores presents a la Mediterrània és cada vegada major. Moltes són les causes per les quals cada dia hi ha una major presència d’espècies no natives a les aigües de les Illes Balears. Entre elles destaquen l’augment del transport marítim, l’aqüicultura i el comerç d’espècies d’aquariofília com a causes responsables de la introducció d’espècies en els ecosistemes marins. Aquesta entrada d’espècies alienes pot tenir efectes molt negatius damunt la biodiversitat, alterant l'estructura i funcionament dels ecosistemes envaïts (Boudouresque i Verlaque, 2002). La introducció d’espècies invasores és un problema a escala global, ja que poden posar en perill les espècies natives afectant l'ecosistema a nivell d’introducció de nous predadors, competència pels recursos amb les espècies natives, mescla genètica amb espècies natives properes, dispersió de patògens afectant a les espècies locals i amb un desplaçament d’espècies locals que colonitzen i canvien l’hàbitat original.

### Espècies emblemàtiques

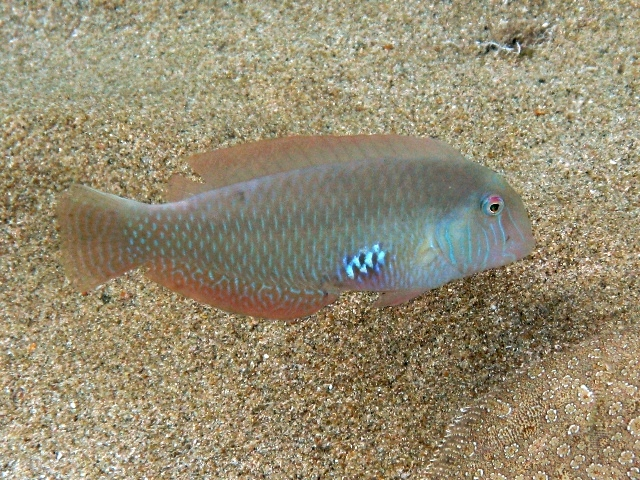
Raor (Xyricntys novacula)

La tortuga marina (Caretta caretta) o tortuga babaua és un rèptil marí de la família Cheloniidae. La closca pot superar el metre de longitud i pesar fins a 200 kg. Es troba a les aigües de l’Atlàntic, el Pacífic, l’Índic i la mar Mediterrània; en aquesta mar és la tortuga marina més abundant, amb una població estimada de 25.000 exemplars a la conca Algeriana (entre les Illes Balears, Múrcia, Còrsega i el nord d’Àfrica).
El raor (Xyrichtys novacula) és un peix de la família dels làbrids (Labridae) àmpliament distribuït en hàbitats d’arena poc profunds d’àrees temperades.
La nacra (Pinna nobilis) És l'espècie de mol·lusc bivalve més grossa de la mar Mediterrània. Aquest animal filtrador només es pot trobar en aquesta mar, on viu fixat al substrat durant dècades, i pot assolir una longitud de 120 cm. La seva presència indica una bona qualitat de l’aigua i de la planta marina Posidonia oceanica, el seu hàbitat preferent. A més a més, aquesta espècie promou la biodiversitat, per les seves dimensions crea un hàbitat per a moltes espècies.
La nacra de roca (Pinna rudis) és un mol·lusc bivalve de mida gran (fins a 40-50 cm de longitud) de distribució mediterrània i atlàntica. És important no confondre-la amb la nacra o Pinna nobilis, endèmica de la Mediterrània, la població de la qual es troba afectada des de l’any 2016 per un episodi de mortalitat massiva. Els indicadors de P. rudis serveixen per a provar l'evolució de les seves poblacions, ja que manca més informació sobre la seva biologia i ecologia.
El Dendropoma lebeche és un mol·lusc petit, de 2 cm de longitud, que habita comunament el litoral rocós de les Illes Balears. Es considera com a espècie i com a microhàbitat, ja que pot arribar a formar petits esculls costaners de fins a 15-20 cm d’espessor. Les seves colònies es veuen afectades per canvis antròpics (per exemple, contaminació, modificació de la costa, trepig) i depenen altament de factors naturals físics intrínsecs de cada zona.
La Caulerpa prolifera és una macroalga verda oportunista nativa de la Mediterrània que hi està àmpliament distribuïda, amb l'excepció de zones fredes com el golf de Lleó i la mar Adriàtica. És de creixement ràpid i particularment bo a zones arrecerades de sediments fangosos amb profunditats inferiors a 20 m i riques en nutrients i matèria orgànica.

### Cetàcis
El Mar Mediterrani és la residència de moltes espècies de cetacis. De forma permanent, hi viuen el rorqual comú (Balaenoptera physalus), el catxalot (Physeter macrocephalus), el cap d’olla negre d’aleta llarga (Globicephala melas), el cap d’olla gris o dofí de Risso (Grampus griseus), el dofí comú (Delphinus delphis), el dofí mular (Tursiops truncatus), el dofí llistat (Stenella coeruleoalba) i el zífid comú o zífid de Cuvier (Ziphius cavirostris) (Otero, M i Conigliaro, M; 2012, UICN). D’aquestes vuit espècies, dues estan en perill d’extinció, tres tenen un estat vulnerable de conservació i de la resta se’n desconeix l'estat de conservació. A més, de forma espontània hi podem trobar fins a dotze espècies més, entre misticets i odontocets. És per aquest motiu que es fa imprescindible conèixer-ne la distribució en el Mediterrani per a crear Àrees Marines Protegides (AMP).

## Reserves marines
A Catalunya:
- Reserva Marina de les Illes Medes, declarada el 1985.
- Reserva Marina de Masia Blanca, decalrada el 2000.
- Reserva Marina de Ses Negres, declarada el 1993.[38]

A les Illes Balears:

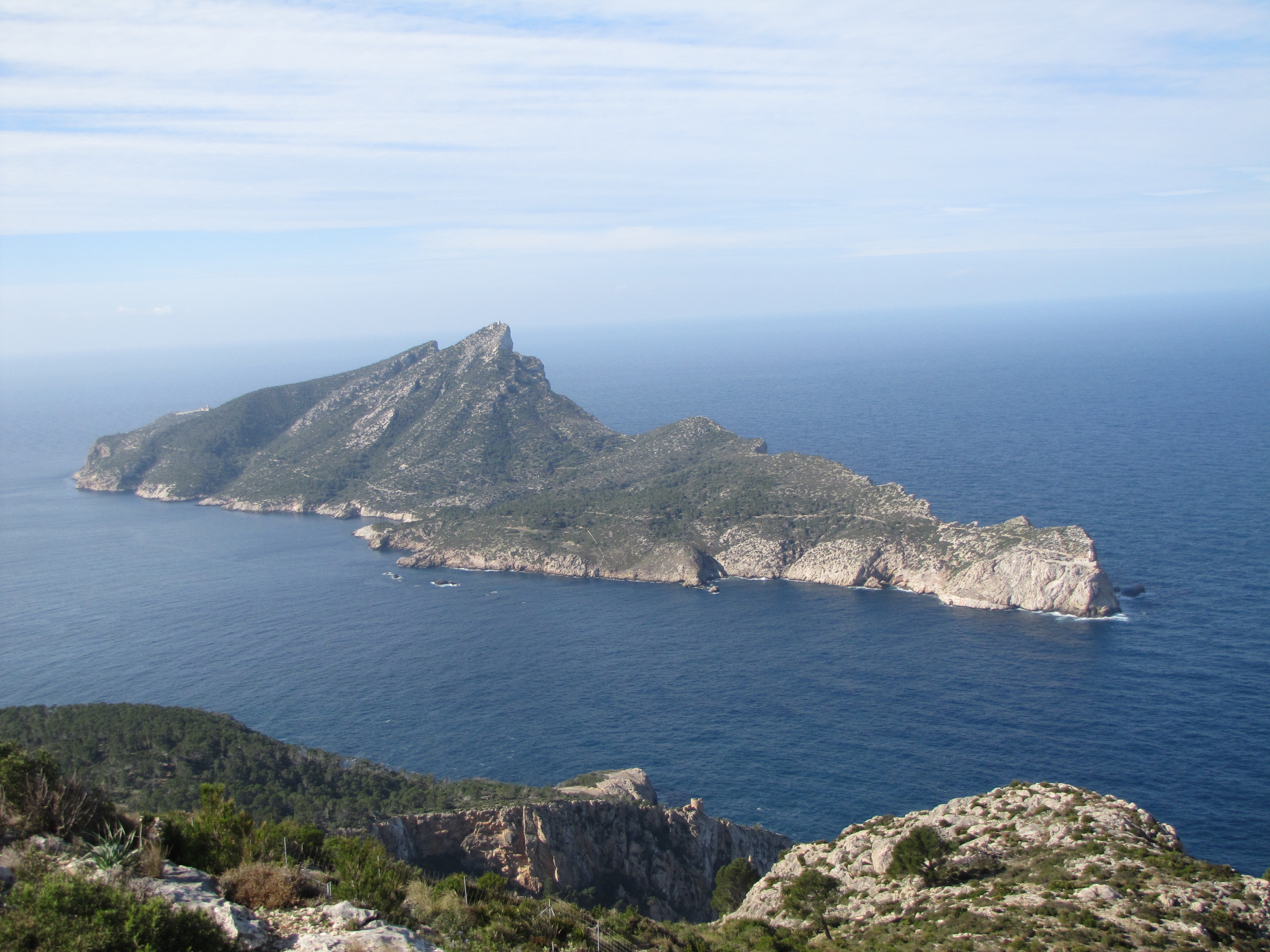
Illa de sa Dragonera (Mallorca)

- Reserva Marina de la Badia de Palma, compresa entre el Club Nàutic de s'Arenal i el cap de Regana declarada el 1982;
- Reserva Marina del Nord de Menorca, declarada el 1999.
- Reserva Marina dels Freus d'Eivissa i Formentera, declarada el 1999.
- Reserva Marina del Migjorn de Mallorca, al sud de l'illa, declarada el 2002..
- Reserva Marina de l'Illa del Toro, declarada el 2004.
- Reserva Marina de les Illes Malgrats, declarada el 2004.
- Reserva Marina del Llevant de Mallorca, declarada el 2007.
- Reserva Marina de Cala Rajada (d'àmbit estatal), declarada el 2007.
- Reserva Marina del Freu de sa Dragonera, declarada el 2016.
- Reserva Marina de la Punta de sa Creu de Formentera, declarada el 2018.
- Reserva Marina de la costa nord-est d'Eivissa-Tagomago, declarada el 2018.
- Reserva Marina de l'Illa de l'Aire a Menorca, declarada el 2019.
- Reserva Marina d'Interès Pesquer de l'illa de sa Dragonera declarada per l'Estat el 2020.[39]

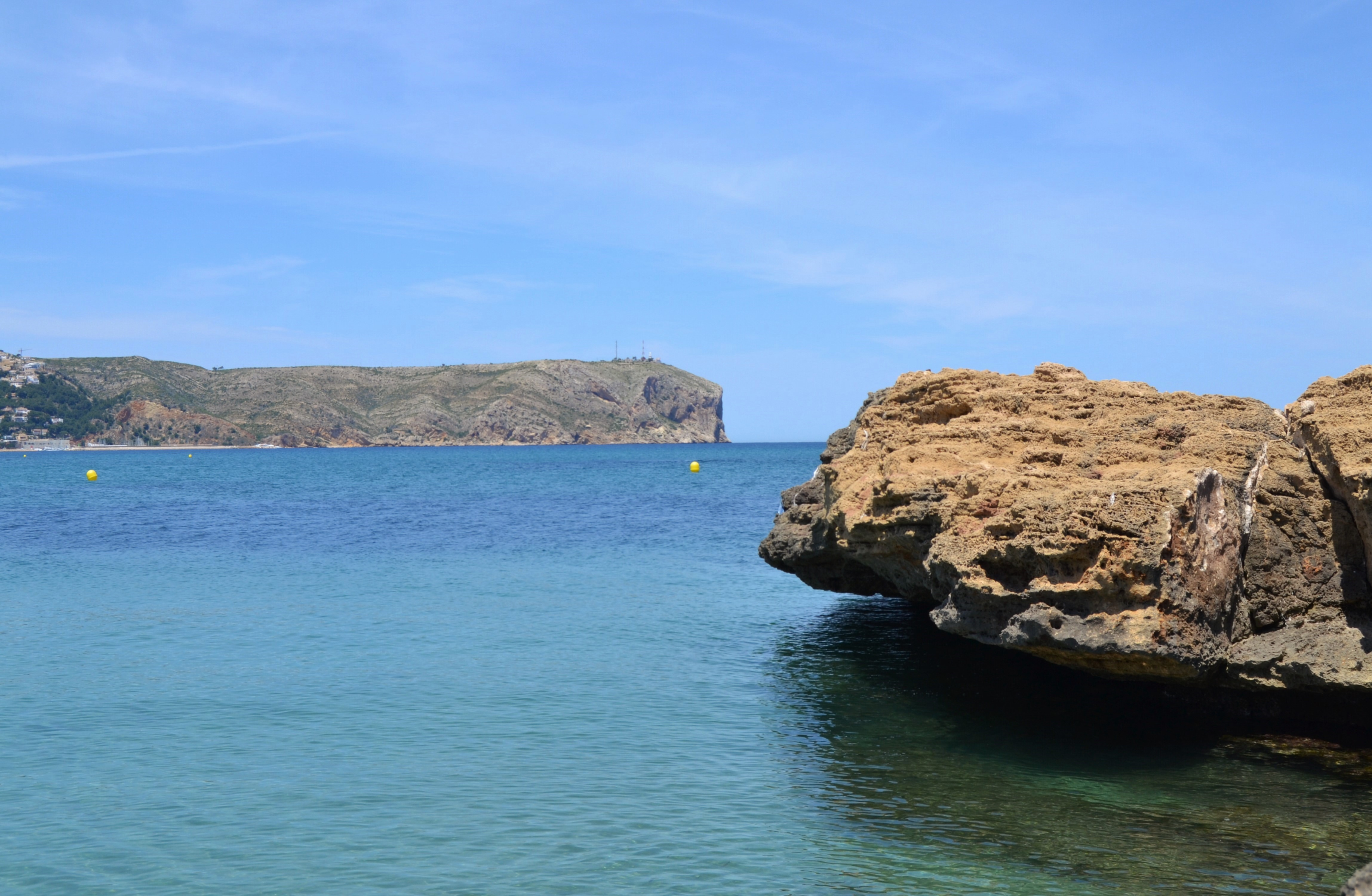
Cap de Sant Antoni i punta de l'Arenal, Xàbia.

El conjunt suposa que unes 63.700 ha d'espai marítim està protegit mitjançant aquestes figures.
Les mesures de gestió que ha impulsat el Govern de les Illes Balears són la vigilància per mar i terra per controlar les activitats, la instal·lació de cartells informatius i el desenvolupament del seguiment científic i pesquer, consistent, particularment, en el seguiment de l'evolució de les poblacions i captures de peixos comercials, per verificar el desitjable "efecte reserva" que suposa l'increment del nombre d'individus i de les talles. Després d'anys de funcionament de les reserves, els resultats positius són significatius.
A València:
- Reserva Marina de la Serra d'Irta, declarada el 2006.
- Reserva Marina de l'Illa de Tabarca, declarada el 1986
- Reserva Marina del Cap de Sant Antoni, declarada el 2015[41]

## Parcs Naturals
- Parc Nacional Maritimoterrestre de l'Arxipèlag de Cabrera, declarat el 1991

## Pressions sobre l'ecosistema

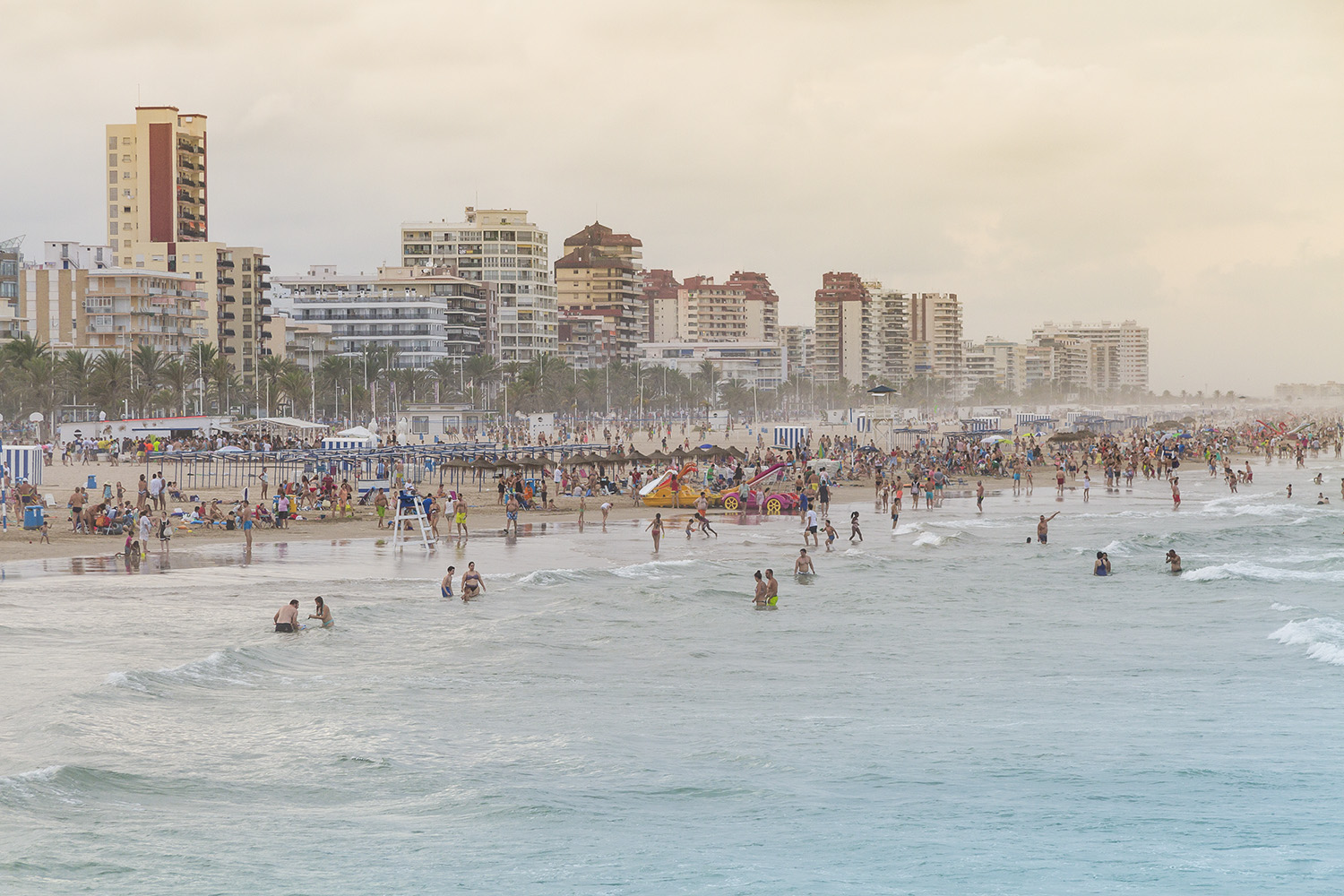
Platja de Gandia

Les principals pressions a la mar Balear són la contaminació, la pressió humana i turística, els amarratges i el trànsit de vaixells i les espècies al·lòctones.
- Aigües procedents de les depuradores d'aigua residual abocades al mar. L’abocament directe de les aigües residuals urbanes ha estat una de les principals fonts de contaminació de les aigües i degradació dels ecosistemes. Així mateix, l’abocament d’aigües mal depurades també pot ocasionar problemes de contaminació greus en la zona costanera. La xarxa de sanejament municipal recull les aigües residuals urbanes, que arriben a les Estacions Depuradores d’Aigües Residuals (EDAR). Allà es tracten per reduir-ne la càrrega contaminant i retornar-les al medi o reutilitzar-les en les millors condicions possibles.[42]
- Plantes dessalinitzadores i salmorres abocades al mar. La deficiència d’aigua dolça és un problema en augment a moltes zones mediterrànies que afecta particularment el sud-est de la Península Ibèrica i les Illes Balears. És deguda al desequilibri entre els recursos hídrics limitats i una demanda creixent, relacionada amb els canvis en els usos del sòl i la indústria turística.[42]
- Residus en el fons marí i aigües costaneres. Principalment els microplàstics en sediments costaners poc profunds i en les aigües costaneres i superficials, els macroresidus als hàbitats del fons marí i la Ingesta de microplàstics en espècies del fons marí.
- Concentració de contaminants en els sedimentsEls sediments acumulen una gran quantitat de contaminants que són perjudicials per al medi ambient i tòxics per als organismes marins i per a la salut humana. Alguns d’aquests contaminants són els metalls pesants, els compostos bifenils policlorats (PCB), els hidrocarburs policíclics aromàtics (PAH), els compostos orgànics volàtils (VOC) i els pesticides organoclorats. Molts d’aquests compostos estan inclosos a la llista de substàncies prioritàries en l’àmbit de la política d’aigües. La legislació europea estableix la necessitat de controlar i eliminar els abocaments d’aquestes substàncies al medi aquàtic per evitar-ne la contaminació i la possible afectació del medi ambient i els organismes marins.
- Pressió humana. només en el cas de les Illes, ell nombre màxim de persones que hi ha hagut a les Illes Balears en un mateix dia és de 2.071.124 persones. Per a l’illa de Mallorca, és de 1.473.873 persones; per a Menorca, de 224.486, i per a les Pitiüses, de 376.938. Tots aquests valors s’han registrat el mes d’agost de 2017. Des de l’any 1997 s’observa una tendència d’augment de població, tant resident com visitant, equivalent a 56,5 persones al dia per a totes les illes Balears, i de 41,0 per a Mallorca; 3,0 per a Menorca i 12,4 per a les Pitiüses.[42]
- Nombre de turistes i places turístiques. Les ribes i les illes de la mar Balear territoris on el turisme és, si no el que més, un dels principals motors econòmics. Aquest fet causa un gran nombre d’impactes sobre el medi marí. El principal tipus de turisme és el de sol i platja, que concentra l’activitat a la franja de costa. El sector turístic representa un alt percentatge en el (PIB) dels territoris riberencs on una bona part de l'economia gira entorn dels serveis vinculats al turisme i al mercat immobiliari relacionat.
- Urbanització, augment de la superfície urbanitzada a la costa. L’augment de la urbanització i de les superfícies artificials que han transformat zones humides, maresmes, dunes, platges i altres zones costaneres és una amenaça greu per a la costa a l’Estat espanyol. A les comunitats autònomes turístiques, aquesta urbanització de la costa encara és una amenaça més greu, i creix a un ritme més gran que a les comunitats amb menys intensitat turística.
- Contaminació acústica. A l’oceà hi ha una gran varietat de sons naturals, tant biòtics com provinents del medi. Entre aquests darrers, es poden diferenciar els sons normals, com ara el vent o les ones, i els produïts per esdeveniments catastròfics, moviments sísmics o volcans submarins, que evidentment poden causar impactes sobre la fauna.
- Trànsit de vaixells. Hi ha un gran tànsit, en augment, dels vaixells per any i port i de tot tipus, creuers, ferris, petroliers, cimenters i vaixells de càrrega horitzontal (ro-ro). Molts d'aquests vaixells també fan escales als diferents ports principals del litoral i les illes.
- Amarratges. En els darrers anys, i especialment durant les temporades d’estiu, s’ha observat un augment del nombre d’embarcacions recreatives que freqüenten el litoral. Els amarratges són espais físics que estan dins aigües portuàries ocupats o no per embarcacions. Només a les Illes, el 2019 hi ha devers 24.000 amarratges, dels quals el 86 % són amarratges en ports esportius, el 8 % són en camps de boies, el 6 % es localitzen a pantalans de temporada i el 2 %, a marines seques. Això implica que el 13 % (3.166) són instal·lacions d’amarratge estiuenc.[43]
- Espècies al·lòctones (invasores). Les espècies que desenvolupen un caràcter invasor solen ser un petit percentatge del nombre total d’espècies exòtiques que s’estableixen en els diferents hàbitats marins. Entre les espècies incloses al Catàleg espanyol d’espècies exòtiques invasores[44] (EEI) (Llei 42/2007, [BOE-A-2007-21490]) hi ha un grup d’algues macròfites marines que es desenvolupen a la zona infralitoral, i a les Balears s’han establert poblacions a diferents localitzacions de les espècies següents: Acrothamnion preissii, Asparagopsis taxiformis, Caulerpa cylindracea, Caulerpa taxifolia, Halimeda incrassata, Lophocladia lallemandii i Womersleyella setacea. Així mateix, des de principi de la primera dècada del segle XXI s’hi inclou també el crustaci decàpode Percnon gibbesi, que es desenvolupa a la zona mediolitoral i infralitoral. Més recentment, el crustaci decàpode Callinectes sapidus, amb interès comercial i estès a les zones peninsulars, prolifera des de l’any 2015 a l'arxipèlag balear.

## Ports

### Litoral català
Catalunya, amb llarga tradició en la pràctica dels esports nàutics, compta amb 780 km de costa i té 47 ports en la seva àmplia façana marítima, dos dels quals (Barcelona i Tarragona) són d’interès general. El conjunt dels ports del litoral català
constitueix el sistema portuari català que cobreix les necessitats del transport marítim en la triple vessant comercial, pesquera i esportiva.
Ports d’interès general 
- Port de Barcelona
- Port de Tarragona

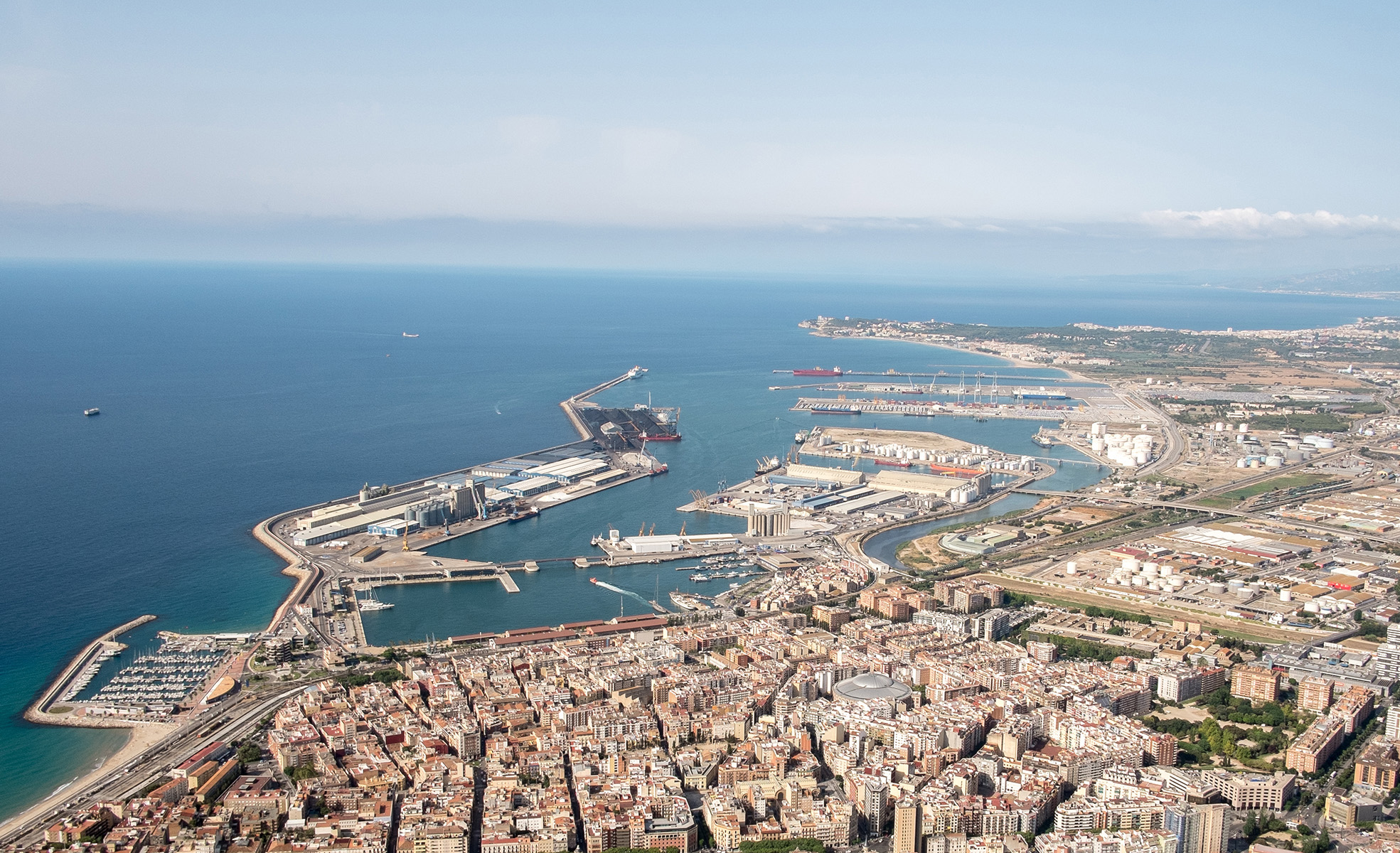
Vista aèria nord-sud del Port de Tarragona

Ports de la Generalitat de Catalunya. 26 ports al litoral català. Mapa i sistema portuari català

### Illes
Ports de l'Autoritat Portuaria Balear 
- Port d'Alcúdia[47]
- Port d'Eivissa
- Port de Maó
- Port de PalmaPort de Palma (Mallorca) 2003
- Port de la Savina[48]

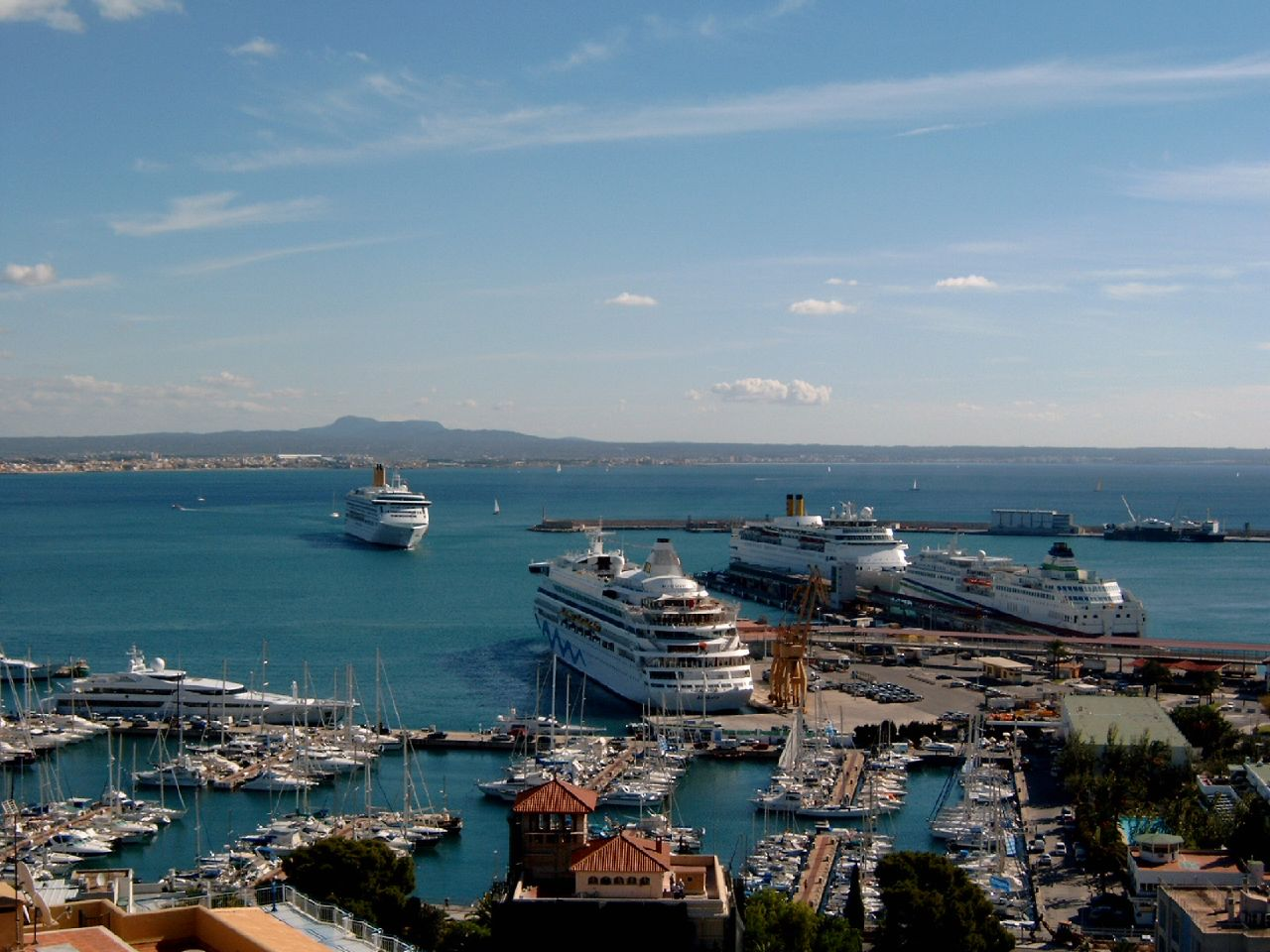
Port de Palma (Mallorca) 2003

Ports IB, Ports de les Illes Balears. 46 ports a les costes de les Illes

### Litoral Valencià
Ports estatals 
- Port de Castelló
- Port de Sagunt
- Port de València
- Port de Gandia
- Port d'Alacant

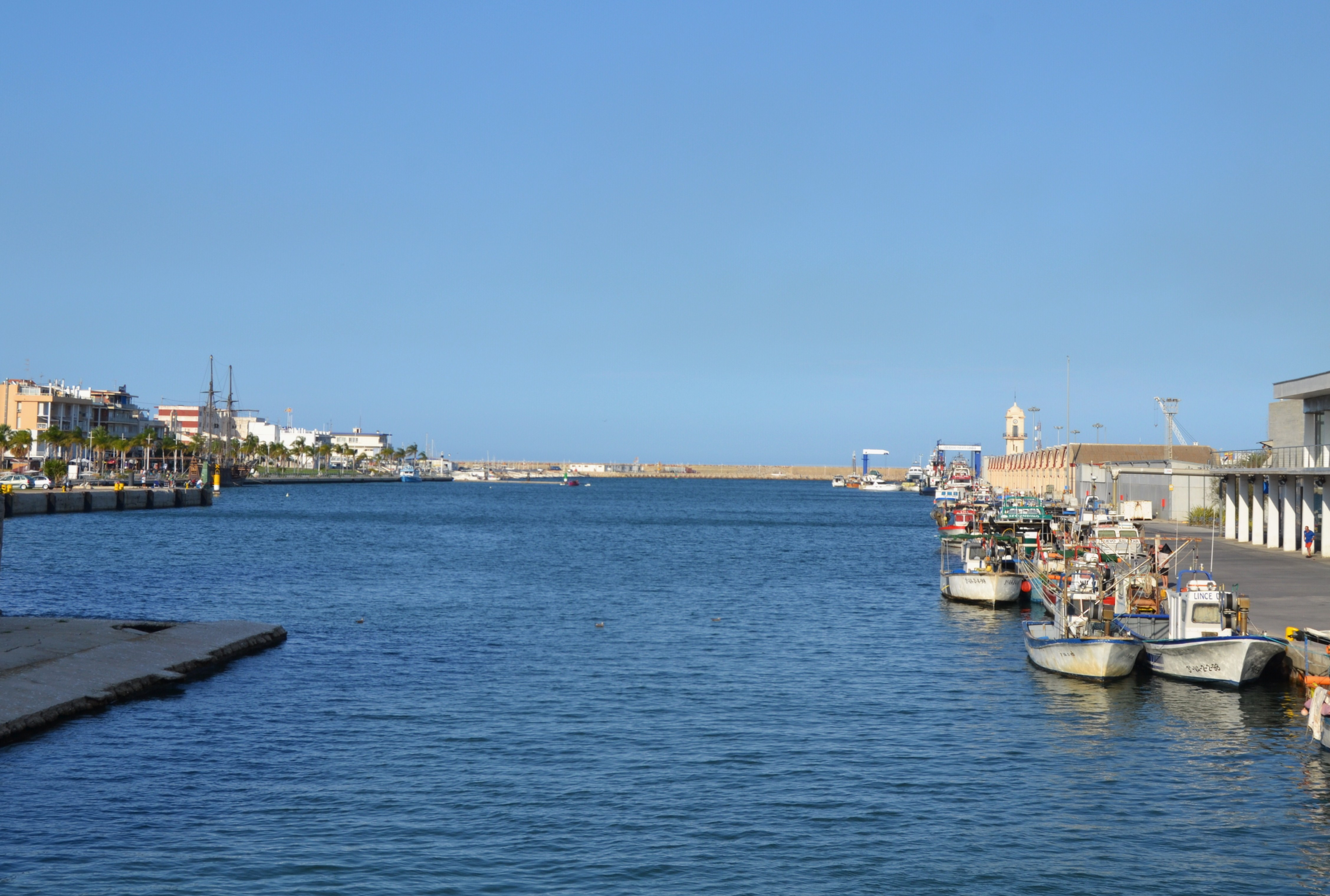
El port de Gandia (el Grau de Gandia) des del pont del carrer Riu.

Ports de la Generalitat Valenciana. 35 ports al litoral valencià i 15 a la riba del mar Balear

## Infrastructures submarines
La infraestructura de major rellevància és el gasoducte d'Enagás que abasteix les Illes Balears de gas natural des de la península. Es va construir durant dos anys i es va acabar el setembre del 2009. Comença a terra a la ciutat valenciana de Dénia i té dos trams submarins. Un connecta Dénia amb Eivissa i l'altre Eivissa amb Mallorca. Un total de 268 km dels 330 km són submarins. La profunditat màxima és de gairebé mil metres. Sempre que ha estat possible, la canonada s'ha enterrat. S'han pres mesures especials per a controlar les interaccions amb la pesca d'arrossegament de fons.
El 14 d'agost de 2012, Red Eléctrica de España (REE) que opera la xarxa elèctrica nacional a Espanya, va posar en servei la interconnexió submarina que uneix els sistemes elèctrics de Mallorca i Menorca amb el de la península ibèrica. Aquesta interconnexió submarina d'alta tensió en corrent continu de 250 kV té una longitud de 237 km i discorre pel fons marí entre Sagunt (València) i Santa PoGavà (Mallorca) a una profunditat màxima de 1485 m. Les quatre illes Balears també són interconnectades entre si. Mallorca és connectada tant amb Menorca com amb Eivissa i aquesta amb Formentera. El subsistema Mallorca-Menorca té una interconnexió de 132 kV, mentre que el subsistema Eivissa-Formentera té dues interconnexions de 30 kV. La connexió elèctrica de 132 kV entre Mallorca i Eivissa és la més llarga del món en corrent altern i la més profunda d'aquesta mena ja que travessa profunditats de fins a 800 m.
Existeixen les línies de cable submarí de telecomunicacions entre Gavà (Barcelona) i l'illa de Mallorca i una altra entre València i l'illa de Mallorca. Hi ha una línia que uneix Sagunt amb l'illa de Mallorca i dues línies entre València i l'illa d'Eivissa. Hi ha una línia que uneixen Palma (Mallorca), Eivissa i Formentera i dues entre lilla de Mallorca i la de Menorca.

## Turisme
En total, les Illes Balears van rebre el 2019 13,68 milions de turistes internacionals (-1,23%) i 2,77 milions de visitants nacionals (+2.33%). Els altres dos mercats principals, l'alemany i el britànic, van registrar comportaments diferents. El germànic va moderar la seva caiguda de 2018 i va registrar un descens del 2,5% fins als 4,54 milions de visitants. El britànic per contra i malgrat la incertesa del "Brexit" va pujar un 1,46% fins als 3,74 milions de turistes. A més, els viatgers procedents del Regne Unit van gastar un 5,2% més que en el 2018.

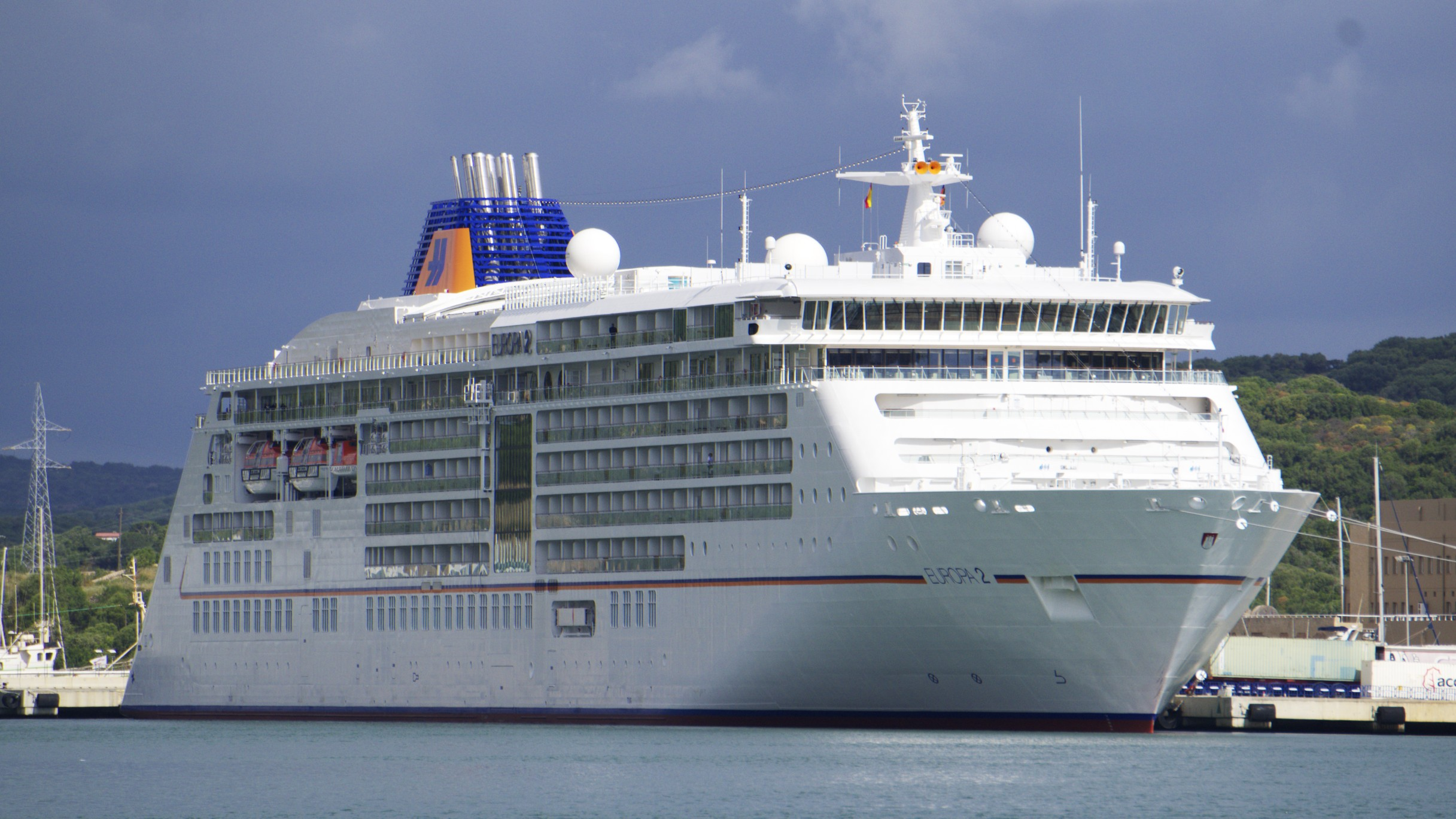
Creuer al port de Maó, Menorca

Catalunya va rebre 19,4 milions de turistes estrangers de primera destinació durant el 2019, amb 21.325 milions d’euros de despesa, i un rècord d’activitat. El volum total de turisme a Catalunya el 2019 va ser de 39,4 milions: un 49,2% de turisme estranger, un 38,4% de turisme interior i un 12,4% procedent de la resta de l’Estat. En termes de la despesa turística total, que va assolir els 25.167 milions d’euros, la major part va provenir del turisme estranger (84,7% del total); i en menor mesura dels turistes residents catalans (7,7%) i residents a la resta de l’Estat (7,5%).
La Comunitat Valenciana va registrar el 2019 el màxim històric en turisme internacional (enquestes publicades per l'INE de Moviments Turístics a Frontera i l'Enquesta de Despesa Turística). El nombre total de turistes va ser de 9.566.566, amb un increment del 3,9% sobre el 2018 i una despesa total de 9.627 milions d'euros que representa un increment del 7,9%. L'estada mitjana va ser de 9,4 dies, amb una despesa diària de 107,2 euros.

## Transport maritim

### Transport de passatgers
El nombre total de passatgers desplaçats des de la península en les lìnies regulars durant l'amy 2015 va ser 2-879.032, dels quals amb destinació Mallorca 536.689, Menorca 223.952, Eivissa 1.232.682 i Formentera 885.709. El moviment de passatgers va augmentar el 2021 fins a un total de 3.007.993, dels quals a Mallorca 714.184, Menorca 277.568, Eivissa 1.146.375 i Formentera 869.466.

#### Principals companyies
- Iscomar: Trànsit marítim de contenidors i línia de passatgers a Mallorca, Menorca, Eivissa i Formentera.
- Acciona: Trasmediterránea: Línies a Mallorca, Menorca i Eivissa.
- Baleària: Línies a Mallorca, Menorca, Eivissa i Formentera
- Trasmapi: Eivissa-Formentera
- Mediterránea Pitiusa: Eivissa-Formentera

Principals vaixells operant a la zona:
| vaixell           | línia                        | tipus      | companyia                 |
| ----------------- | ---------------------------- | ---------- | ------------------------- |
| Formentera Direct | Formentera-Eivissa           | Fast Ferri | Balearia                  |
| Jaume III         | Dènia-Eivissa                | Fast Ferri | Balearia                  |
| Nissos chios      | Dènia-Eivissa/Dènia-Palma    | Ferri      | Balearia                  |
| Nixe              | Ciutadella-Alcúdia           | Fast Ferri | Balearia                  |
| Posidonia         | Formentera-Eivissa           | Ferri      | Balearia                  |
| Ramon Llul        | Dènia-Eivissa i Formentera   | Fast Ferri | Balearia                  |
| Visemar One       | Dènia – Palma                | Ferri      | Balearia                  |
| Jaume I           | Barcelona-Alcúdia            | Fast Ferri | Balearia                  |
| Napoles           | Barcelona-Formentera/Eivissa | Ferri      | Balearia                  |
| Martin i Soler    | Barcelona-Alcúdia            | Ferri      | Balearia                  |
| Abel Matutes      | Barcelona-Palma              | Ro-Pax     | Balearia                  |
| Almudaina II      | València-Eivissa             | Fast Ferri | Acciona Transmediterranea |
| Juan J. Sister    | Barcelona-Eivissa/Palma      | Ferri      | Acciona Transmediterranea |
| Scandola          | València-Eivissa             | Ferri      | Acciona Transmediterranea |
| Tenacia           | Barcelona-Eivissa/Palma      | Ferri      | Acciona Transmediterranea |
| Snav Adriatico    | Barcelona-Maó                | Ferri      | Acciona Transmediterranea |
| Zurbarán          | València-Maó/Palma           | Ferri      | Acciona Transmediterranea |

### Transport de mercaderies
- Grupamar: Empresa dedicada al transport marítim de mercaderies. Magatzem a Marratxí (Mallorca), Maó (Menorca) i Eivissa.
- Transportes Marítimos Alcudia, SA: Companyia naviliera amb serveis de línia regular amb contenidors. A Balears opera als ports de Palma, Maó i Eivissa. Informació a càrrec de l'Associació de Naviliers Espanyols (ANAVE).
- Compañía Logística de Hidrocarburos (CLH): Transport marítim i emmagatzematge de productes petrolífers. Instal·lacions d'emmagatzematge a Maó, Eivissa i a Son Banya connectada per oleoducte amb el port de Palma. Subministrament de combustibles a aeronaus amb instal·lacions als aeroports de Palma de Mallorca, Menorca i Eivissa.
- Grup Guillén: Grup d'empreses dedicat al transport marítim de mercaderies entre la península i les Illes Balears, format per Guillén Marítimo, SA a Barcelona, Guillén Bosch, SA a Palma de Mallorca, Es Vedrà, SL a Eivissa, Insular de Llevant, SA a València i Guillén Menorca, SA a Maó.[59]

## Pesca

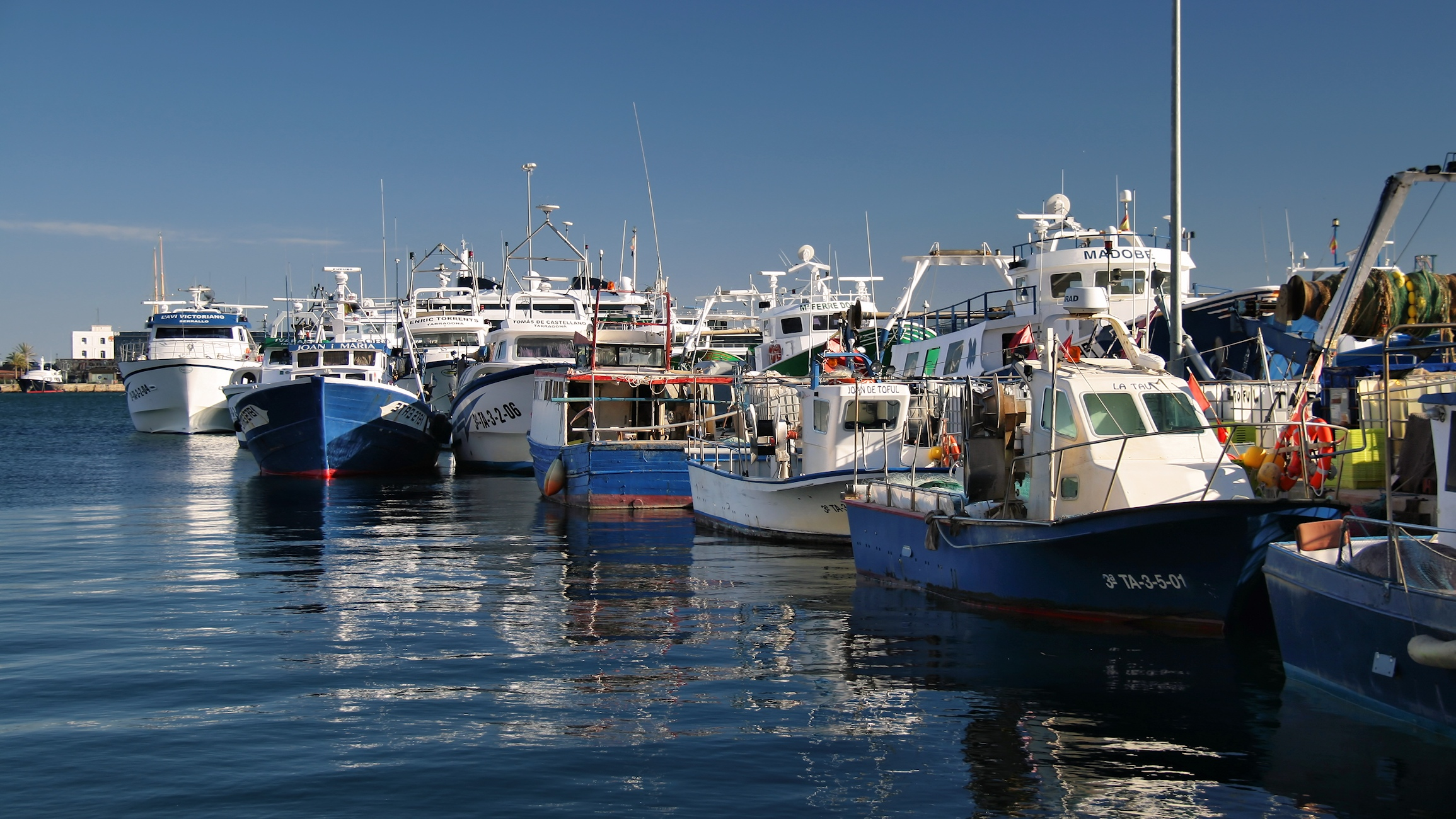
Vaixells de pesca al Serrallo (Port de Tarragona),

### A les Illes
El sector pesquer professional de les Balears està en recessió. Des de l'any 1950, les embarcacions s’han reduït un 78% i la tripulació un 90%. L'any 2019 s’ha experimentat una lleugera pujada respecte del 2018, amb 21 embarcacions més (de 252 a 273) i 36 tripulants més (de 445 a 481). Les principals captures a les Illes són els peixos com el lluç (Merluccius merluccius) 7,44, moll de roca (Mullus surmuletus) 2,55, gamba rosada (Aristeus antennatus) 2,00, gamba blanca (Parapenaeus longirostris) 1,23, sípia (Sepia officinalis) 1,38 i pop roquer (Octopus vulgaris) 1,54. (2020)
Les estimacions de les embarcacions recreatives s’estableixen partint de les llicències de pesca recreativa des d’embarcació vigents des de l’any 2007. Això dona un resultat de 12.299 embarcacions recreatives censades l’any 2019 mitjançant llicències en vigor. Per tant, l'any 2019 s’estimen aproximadament 45 embarcacions de pesca recreativa per cada embarcació professional.

### Catalunya
El sector pesquer a Catalunya (2019) compta amb un total de 824 vaixells/embarcacions amb una capacitat de 18.002 tones que van realitzar un total de captures de 24.414.386 kg. Les pesqueres més importants van ser el seitó 7.546,9, sardina 4.994,3, sorell 1.034,8 i lluç 788,7.

### País Valencià
El sector pesquer valencià compta amb un total de 549 vaixells/embarcacions de totes les modalitats. La pesquera va ser d'un total de 17.886,1 tones. Les espècies més pescades (2021) són el seitó 5.229,9 tones, sardina 1.709,4, lluç 948,8 i gamba703,2.